# Warwick Brown
Warwick Brown est un pilote automobile australien né le 24 décembre 1949 à Sydney. Il a notamment participé au Grand Prix automobile des États-Unis Est 1976,.

## Carrière
Brown commence sa carrière dans son pays natal en 1972 en s'engageant en Formule Tasmane avec une Lola T300. Lors d'une course à Surfers Paradise, il est gravement blessé aux jambes et se tient éloigné des circuits pour plusieurs mois.
En 1974, toujours en Formule Tasmane, il remporte la course d'Adélaïde ; fort de ce succès, il passe en Formule 5000 et monte sur la troisième marche du podium à Riverside, aux États-Unis.
En 1975, il devient champion de Formule Tasmane et court parallèlement en Formule 5000, ce qui lui permet d'obtenir un volant pour le Grand Prix automobile des États-Unis Est 1976 sur la Williams FW05 du Walter Wolf Racing. Qualifié vingt-troisième, il termine quatorzième et dernier, avec cinq tours de retard, à cause de nombreux ennuis mécaniques ; il s'agit de sa seule expérience en Formule 1.
Il retourne en Formule 5000 pour 1977 et remporte le championnat, participant également à quelques courses du championnat CanAm. En 1978, il réalise une belle saison de CanAm avec des podiums à chaque course, sauf deux, ainsi qu'une victoire à Watkins Glen, ce qui lui permet de terminer vice-champion. Il remporte une nouvelle fois le championnat de Formule 5000.
Il met fin à sa carrière en 1979 après une ultime saison en Formule 5000 qu'il termine au troisième rang.

## Résultats en championnat du monde de Formule 1
| Saison | Écurie             | Châssis       | Moteur      | Pneus    | GP disputés | Points inscrits | Classement |
| ------ | ------------------ | ------------- | ----------- | -------- | ----------- | --------------- | ---------- |
| 1976   | Walter Wolf Racing | Williams FW05 | Cosworth V8 | Goodyear | 1           | 0               | n.c.       |